# Каперњаника
Каперњаника (итал. Capergnanica) је насеље у Италији у округу Кремона, региону Ломбардија.
Према процени из 2011. у насељу је живело 1622 становника. Насеље се налази на надморској висини од 77 м.

## Становништво
| 1936. | 1951. | 1961. | 1971. | 1981. | 1991. | 2001. | 2011. |
| ----- | ----- | ----- | ----- | ----- | ----- | ----- | ----- |
| 1.966 | 1.855 | 1.729 | 1.544 | 1.546 | 1.531 | 1.609 | 2.095 |